# 松江城
松江城（日语：／）是位於日本島根縣松江市殿町的城堡。因其飞扬的檐角形似飛鳥展翅，因此又名「千鳥城」。松江城的現存天守是日本國寶之一，城址是政府認定的史跡。松江城還是日本櫻名所100選和都市景觀100選之一。
松江城是一座由小瀨甫庵設計的平山城，在江戶時代是松江藩的藩廳。明治時代初期時，由於廢城令的實施，松江城內天守之外的建築都被拆除。昭和初期，城山部分作為公園對外開放。現在公園由松江旅遊研究會運營。松江城天守是山陰地方唯一的現存天守，修建於高29米的龜田山上，可一覽宍道湖景色。松江城還是八座保留有江戶時代製作的天守模型的城郭之一，並且是國寶五城中唯一保留有模型的城郭。

## 歷史
在鎌倉時代至戰國時代，松江城址曾有一座名為末次城的城堡。1600年（慶長5年）關原之戰後，立下戰功的堀尾忠氏入封月山富田城。然而由於月山富田城是一座中世山城，不利於形成近世城下町，因此決定在末次城出修建新的城郭。松江城於1607年（慶長12年）開始興建，在1611年（慶長16年）竣工。1634年（寛永11年），由於堀尾氏絕後，京極忠高自若狹國小濱藩移封至出雲、隱岐兩國。京極氏修築三之丸，松江城至此全部竣工。1638年（寛永15年），信濃國松本藩松平直政入封松江城。此後至明治維新時，松平家都是松江城主。
1871年廢藩置縣後，松江城被廢。1873年廢城令公佈之後，松江城內天守以外的建築以4、5日元（當時物價）的價格出售並均被拆除。天守也以180日元的價格出售。但出雲郡地主勝部本右衛門和前藩士高木權八向政府支付了180日元買回天守，使得天守得以保留。1927年，松平家將包括天守在內的城址捐贈給松江市並作為公園開放。1950年，松江城天守被認定為重要文化財，並於同年開始進行解體大修，至1955年才竣工。1990年代之後，松江城修復了千鳥橋、眼鏡橋、二之丸南櫓等建築。2015年，松江城天守被指定為日本國寶，是日本第五個國寶天守建築和時隔63年再次有天守被定為國寶。

## 城堡結構

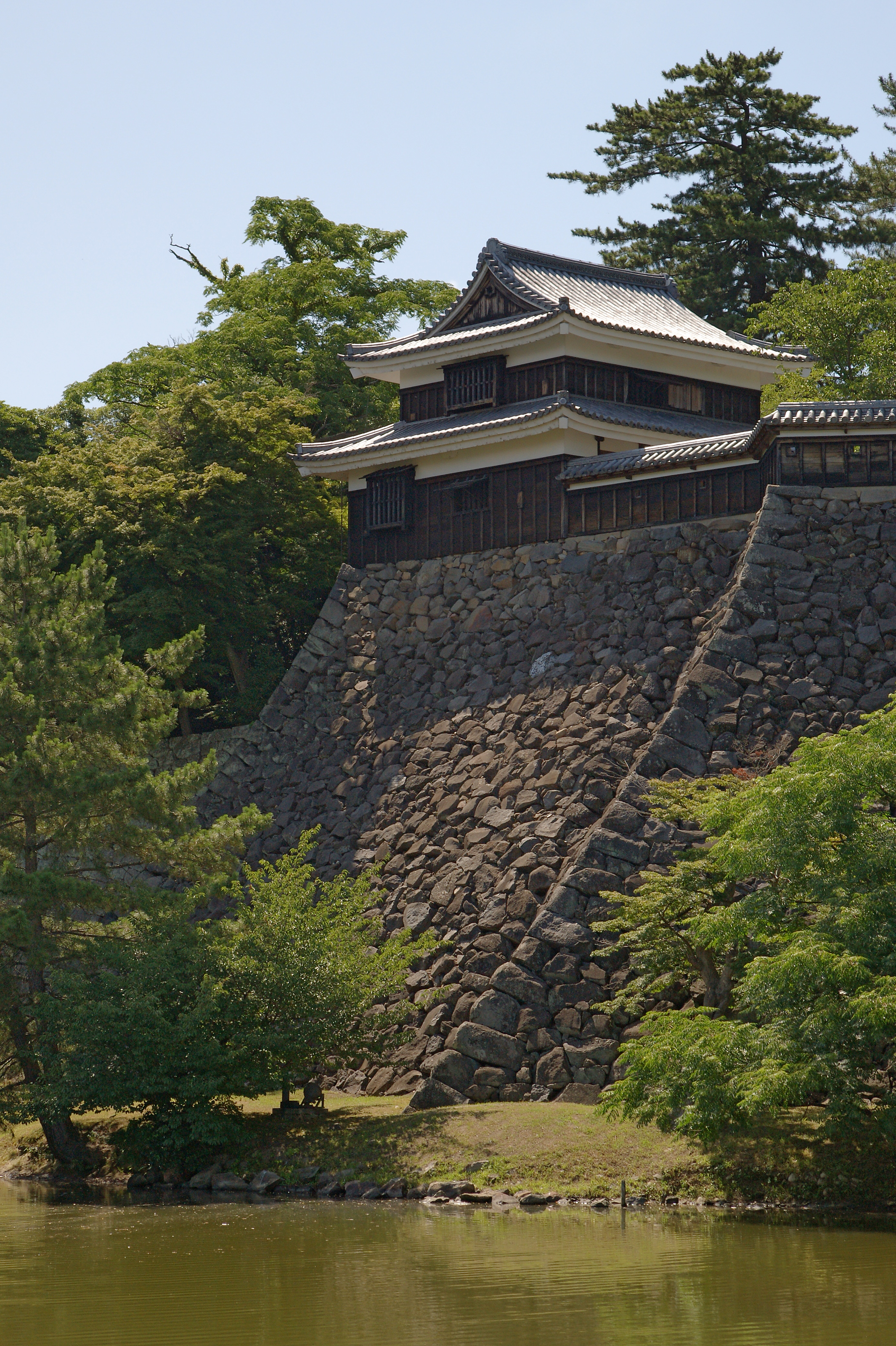
南櫓

松江城由軍學者小瀨甫庵、土木職人稻葉覚之丞等人設計，位於松江市區北部，是一座以南側京橋川為為外側護城河的輪郭連郭複合式平山城。松江城修築在宍道湖北側湖畔的龜田山之上，是日本三大湖城之一。松江城的護城河和宍道湖連接，水質略帶鹽分。松江城的中心是本丸，東側是中郭、北側是北出丸、西側是後郭、東南側是外郭、西南側是二之丸。二之丸以南是三之丸。

### 天守

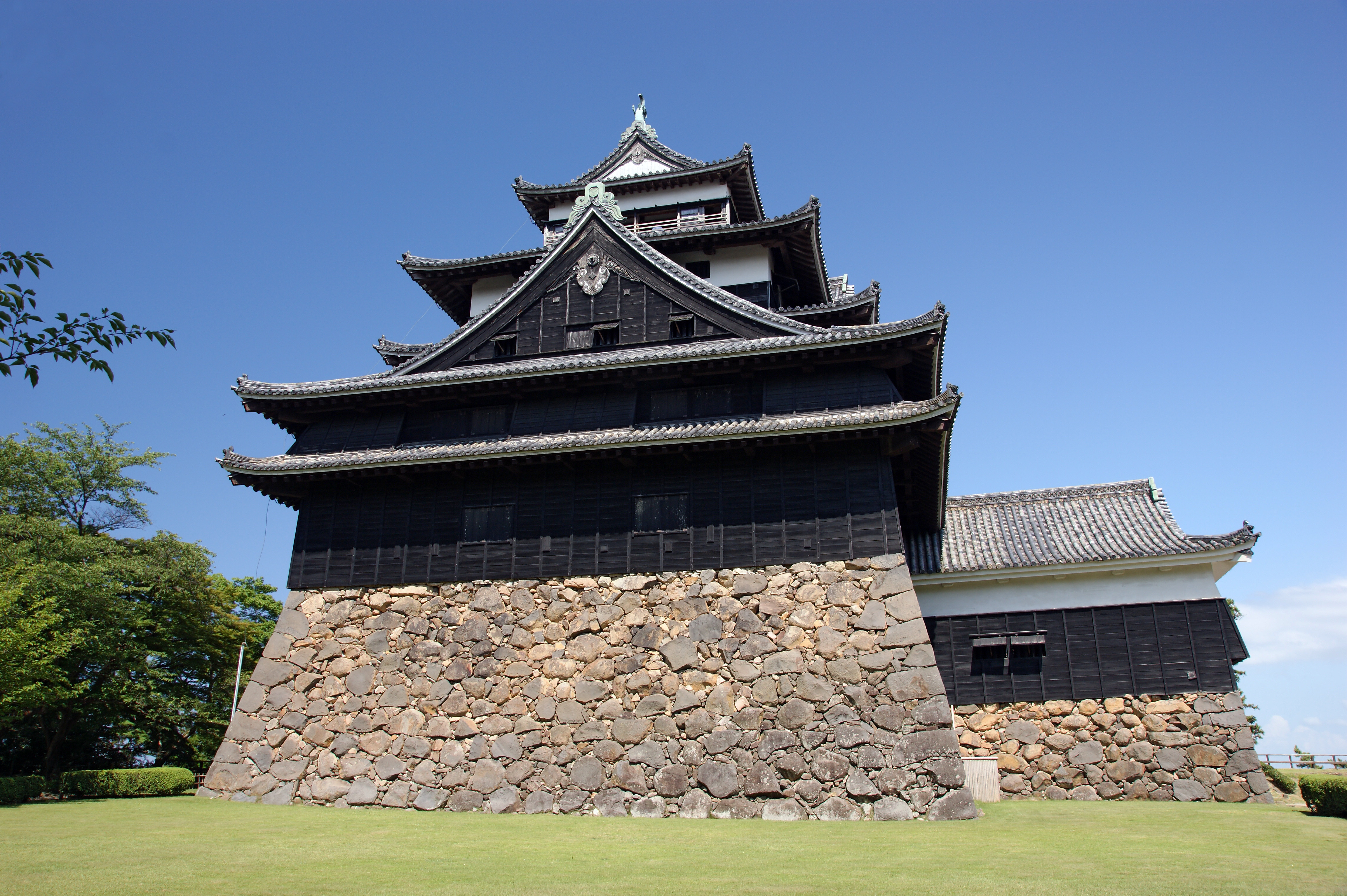
天守山牆

松江城天守外觀四重五層，內部還有一層地下部分。天守南側還有一座帶地下室的平屋附櫓。松江城天守屬於瞭望台型天守，在二重的櫓上建有二重（三層）瞭望台。第二重和第四重是東西棟的歇山頂構造，第二重南北方向有歇山頂博風板窗戶。附櫓同樣是歇山頂。屋頂全部由磚瓦覆蓋。松江城天守的特徵之一是有眾多貫穿多層的柱子。建築中央有橫跨地下一層至二層、三層至五層的柱子。
天守1、2層有突上窗和火燈窗，2樓還有八處向下扔出石頭的窗口。天守地下的水井是日本城郭建築唯一的現存水井。松江城的鯱為木製，高約2米，是現存天守中最大的鯱。現在的鯱是昭和大修時重新製作的，舊鯱則保存展示在其他地方。現在天守阁内部陈列着铠甲、头盔、刀剑等各种与松江藩有关的各种物品。

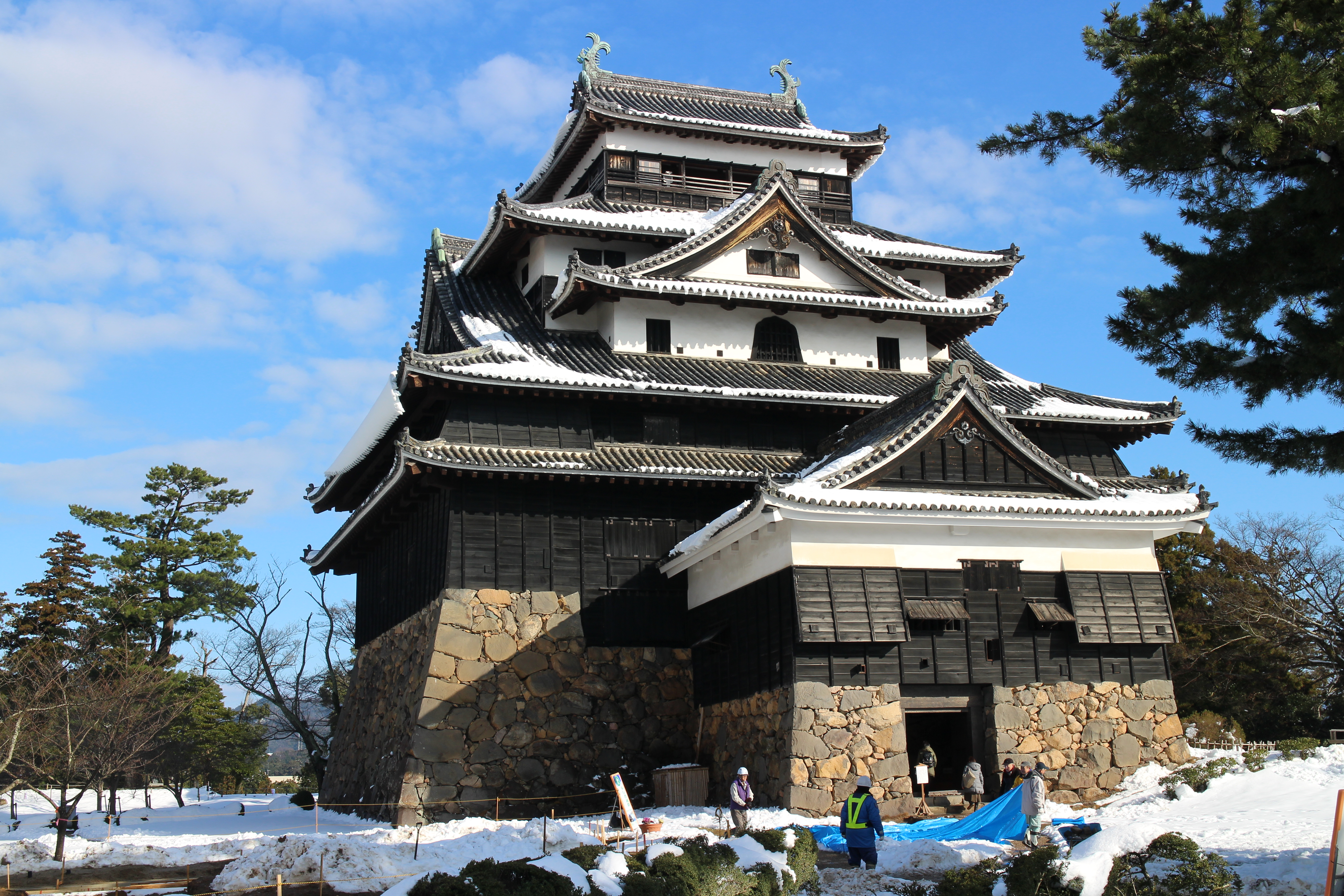
冬季的松江城天守

在《正保城繪圖》中，發現了第二重、第三重的千鳥博風板等眾多和現存天守不同的特徵。在2016年的調查中，於天守的柱子發現了博風板的痕跡。《正保城繪圖》中第二重（內部二層）、第三重（內部三層）的千鳥博風板、第四重（內部四層）的唐博風板部分得到確認，顯示正保城繪圖中的松江城天守閣是築城当時實際的外貌。
松江城在江戶時代中期的1738年（元文3年）至1743年（寬保3年）曾進行大修。天守閣現在的外貌即是在在大修之後成形。江戶時代製作的松江城天守模型即可能是為此次大修而製作。

### 城下町

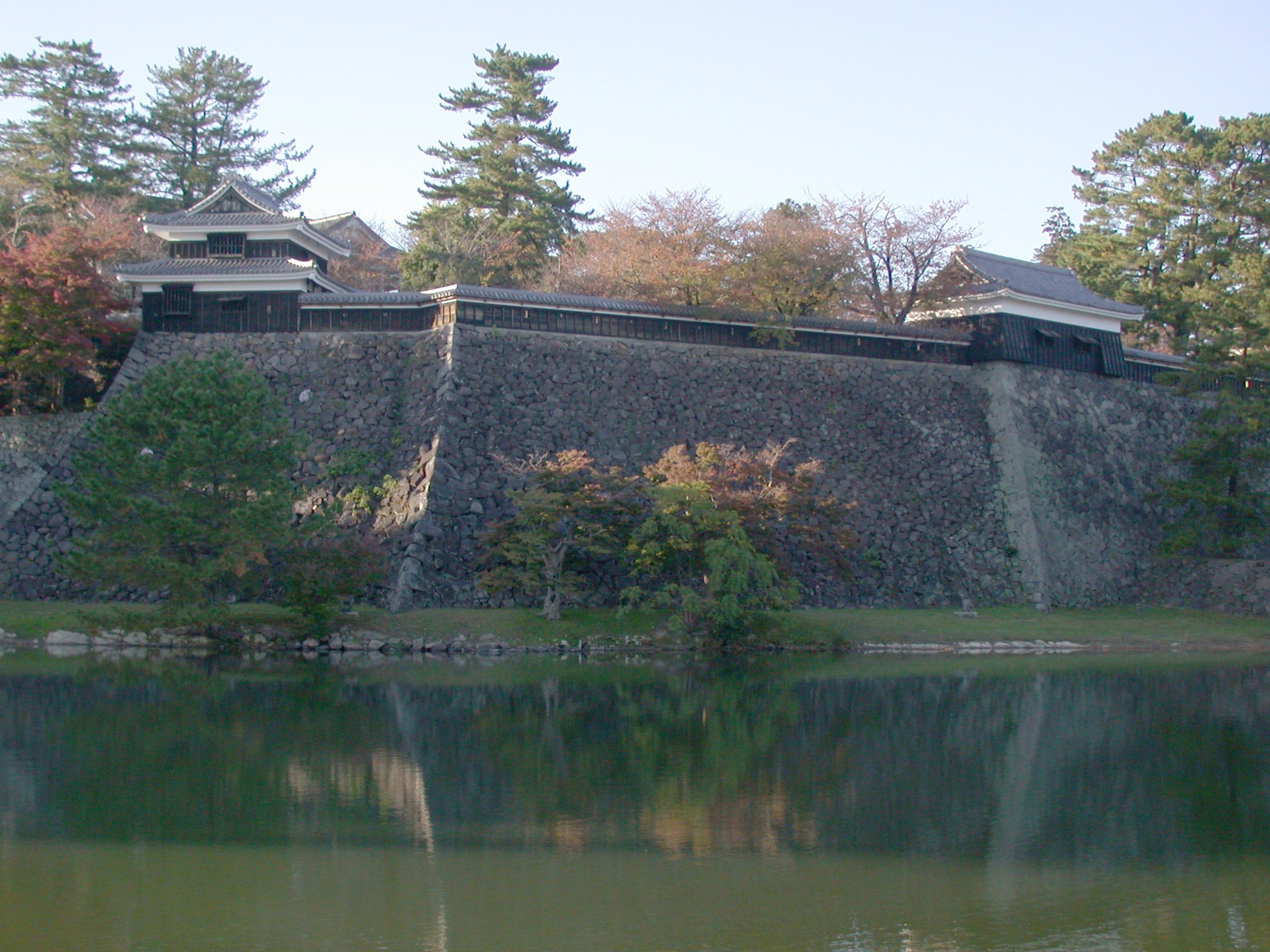
太鼓櫓、南櫓、塀

龜田山位於北起奧谷的丘陵南端，在龜田山和赤山之間曾有名為宇賀山的丘陵。松江城本丸北側的護城河挖掘工程使得宇賀山被開挖，產生的大量土砂用於興建城下町。松江城所在的大橋川以北地區中，殿町、母衣町、田町、內中原町、外中原町等地是武士居住區，京橋川以南的末次是平民居住區。大橋川以南的意宇郡是平民居住區和寺廟用地。進入松平氏時代之後，天神川以南的津田街道（山陰道）沿線成為足輕町。

## 國寶
1950年代時，松江城即有要求被認定為國寶的運動和陳情。將「松江城列入國寶」作為政見的松浦正敬在2009年當選松江市長後，設立了「松江城調査研究委員會」和「讓松江城成為國寶市民會」，將松江城列入國寶的運動日益活躍。松江市通過懸賞金等方式募集成為國寶所需的史料。2012年，松江市在松江神社發現了可確定築城時期的寫有「慶長拾六年正月吉祥日」的祈禱札。2015年7月8日，松江城正式被認定為日本國寶。

## 外部連結
- 官方网站（日語）
- 日本国家旅游局[永久]